# Бекетовка (Астраханская область)
Бекетовка — село в Икрянинском районе Астраханской области России. Входит в состав Маячнинского сельсовета.

## История
Село Бекетовка было основано в 1770 году директором Астраханских казённых виноградных садов полковником Николаем Леонтьевичем Бекетовым. Первыми поселенцами были крепостные Бекетова, переселённые им из Симбирской губернии. В «Списке населенных мест Российской империи» 1859 года Бекетовка (Яшкина) упомянута как владельческая деревня Астраханского уезда (2-го стана) при реке Бахтемир, расположенная в 30 верстах от губернского города Астрахани. В деревне имелось 10 дворов и проживало 75 человек (36 мужчин и 39 женщин).
В 1877 году в деревне насчитывалось: 30 дворов, 131 житель (68 мужчин и 63 женщины), 288 голов крупного рогатого скота и 260 лошадей.

В 1918 года деревня Бекетовка стала селом и, была включена в состав Икрянинской волости. С 1928 года в составе Икрянинского района. В 1934 году в селе был образован колхоз «Им. Водопьянова», основными направлениями деятельности которого были рыболовство и сельское хозяйство. В октябре 1957г. решением общего собрания колхозников колхоз «Им. Водопьянова» переименовали в колхоз «Им. ХХ Партсъезда», а в ноябре 1959г. колхоз  «Им. ХХ Партсъезда» (Бекетовка) объединился с соседним колхозом «Им. 1 Мая» (с. Маячное). Объединенному колхозу было оставлено название «Им. ХХ Партсъезда» и центром его стало с. Маячное.

## География
Село находится в юго-западной части Астраханской области, на левом берегу Бахтемира(Главный рукав) , на расстоянии примерно одного километра (по прямой) к востоку от села Икряное, административного центра района. Абсолютная высота — 25 метров ниже уровня моря. Климат умеренный, резко континентальный. Характеризуется высокими температурами летом и низкими — зимой, малым количеством осадков, а также большими годовыми и летними суточными амплитудами температуры воздуха.

## Население
| 2002 | 2010 |
| ---- | ---- |
| 410  | ↘393 |

По данным Всероссийской переписи, в 2010 году численность населения села составляла 393 человека (194 мужчины и 199 женщин). Согласно результатам переписи 2002 года, в национальной структуре населения русские составляли 94 %.

## Инфраструктура
В селе функционируют основная общеобразовательная школа, фельдшерско-акушерский пункт (филиал ГБУЗ «Икрянинская районная больница») и дом культуры.

## Улицы
Уличная сеть села состоит из 3 улиц.